# Palus
Los palus o palouse, también llamados wawyukma, son un pueblo amerindio de los Estados Unidos. Hablan una lengua shahaptiana y forman parte de las tribus confederadas de Colville.

## Localización
Viven entre los ríos Palus y Snake, entre Washington e Idaho. Actualmente viven en la reserva Colville.

## Demografía
En 1805 Lewis y Clark les calcularon unos 1.500 individuos. Actualmente se cuentan junto con la totalidad de los miembros de la reserva Colville, que son 9.393 según el censo de los EE. UU.

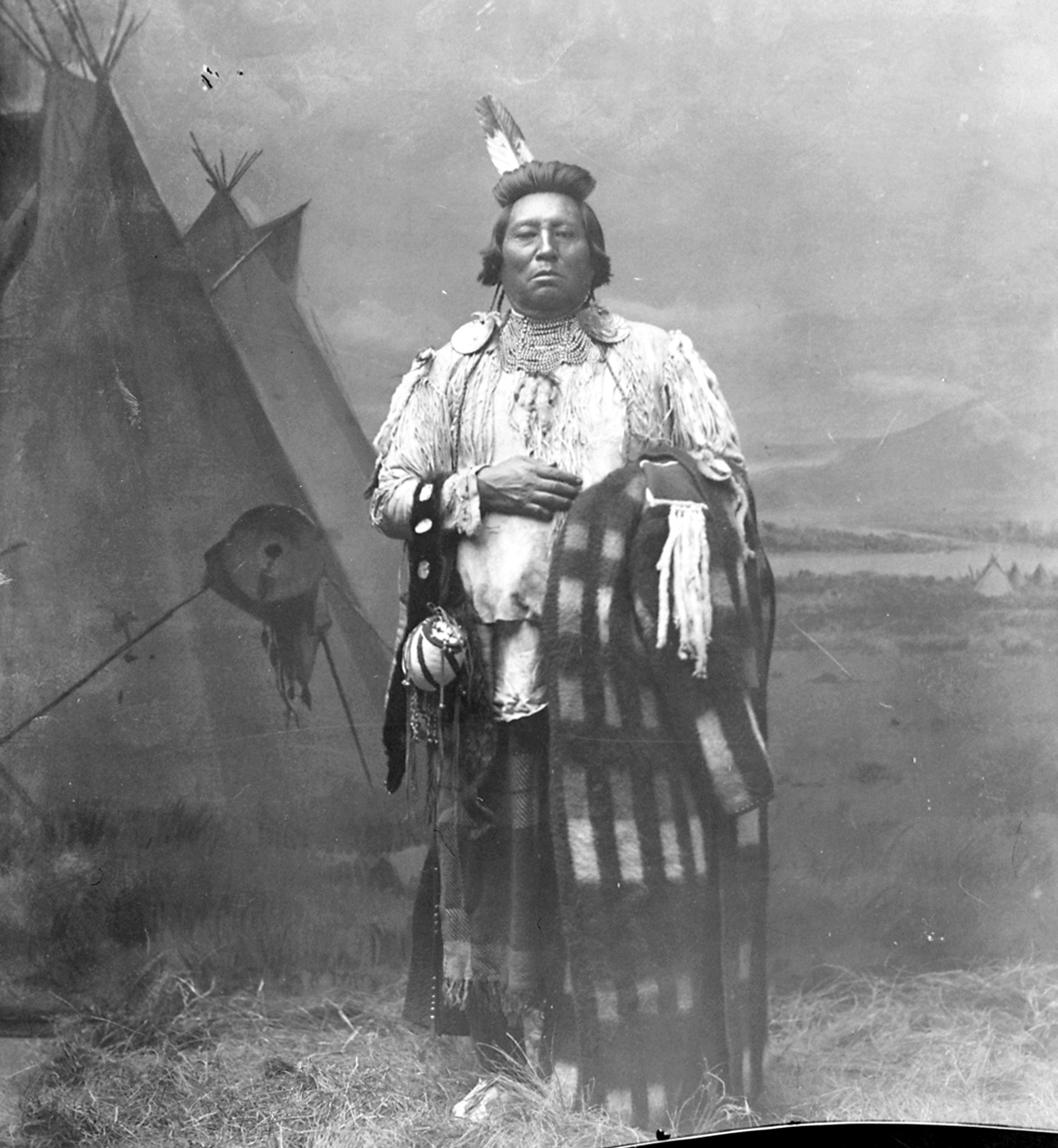
Wolf Necklace (Harlish Washshomake), jefe palus, 1890.

## Costumbres

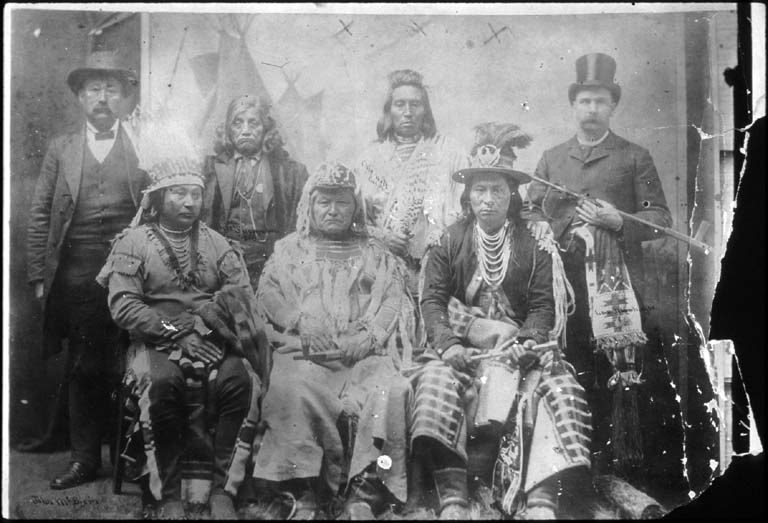
Cayuse, Nativos Americanos de Oregon

Era una de las típicas tribus del altiplano, con rasgos similares a los nez percé, yakama y umatilla. Vivían de la recolección, la pesca del salmón con anzuelos
y redes, o bien de la caza a caballo, que obtuvieron a partir de 1806 por el comercio con los shoshone en el poblado de Dalles, donde también comerciaban los wasco, klikitat, nez perce y kootenai. También eran nómadas y seguidores de la religión de Imohalla.
Vivían en casas cónicas formadas por siete o nueve mástiles clavados alrededor de un trípode y cubierta de esteras tejidas con anea (Typha latifolia) o tule (Scerpus lacustris). De su nombre deriva apaloossa, nombre del típico caballo de patas fuertes y gran resistencia, adaptado a la región en la que vivían.

## Historia
En 1806 fueron visitado por Lewis i Clark, y desde entonces comenzaron a comerciar con los blancos. En 1811 llegaron David Thompson y otros tramperos británicos. En 1821 la Hudson Bay Cofundó Fort Okanogan.
En 1855 les obligaron a firmar el Tratado de Wallawalla, y fueron poco activos en las guerras que organizaron sus vecinos yakama, cayuse, coeur d’alene y nez perce. Entonces se confederaron alrededor de la actual reserva para defenderse de los buscadores de oro.
En 1872 se estableció la Reserva Colville, originariamente dos veces más grande que la actual, y que fue reducida en 1892. En 1883 el jefe Moses se unió a la reserva.
En 1938 se aprobó la constitución actual de la tribu Colville.